# Sztroganov család

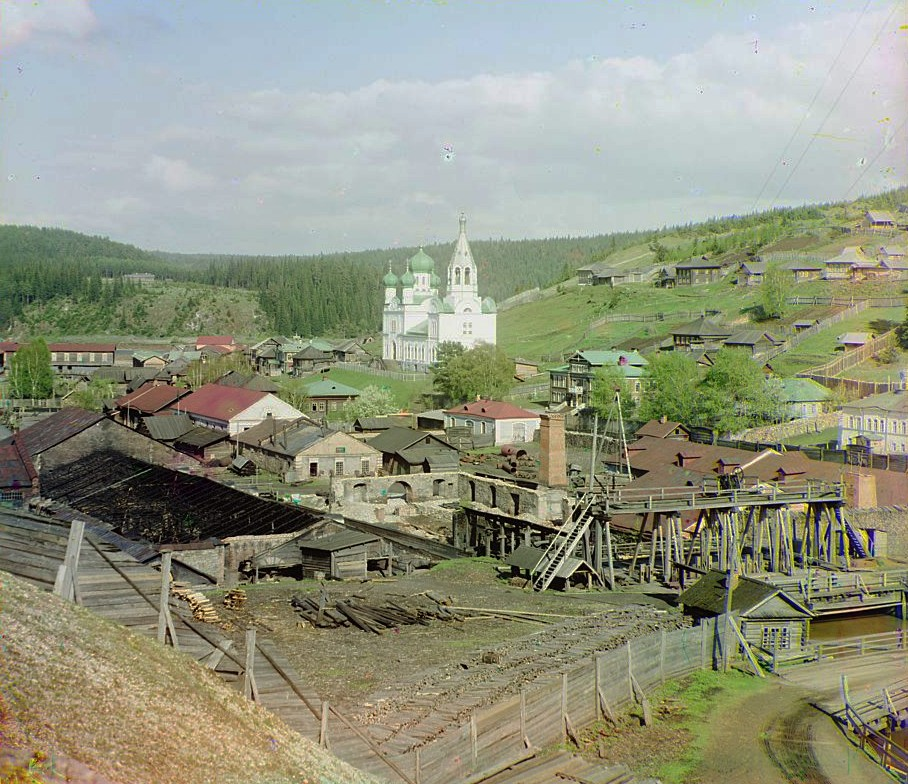
Sz. A. Sztroganov gróf gyára Kinben (üzemen kívül). Sz. M. Prokugyin-Gorszkij fotója, 1910

A Sztroganovok (orosz nyelven: Строгановы) régi orosz kereskedő- és földbirtokos család. Fontos szerepet játszottak Jermak Tyimofejevics atamán szibériai hódítóútjának megszervezésében. Későbbi vagyonos nemzedékeik tagjai az arisztokrácia soraiba emelkedtek, ismert államférfiak, művészetpártolók, műgyűjtők voltak.

## A család története, híres képviselői
Őseik a Fehér-tenger mellékéről (Pomorje) származó parasztok voltak. A család név szerint ismert első őse a 14. század második felében élt Szpiridon nevű, feltehetően novgorodi személy, bár van olyan vélemény is, hogy egy tatár előkelőség volt. Dédunokája, Fjodor a Vicsegda folyó partján lévő sóforrásoknál telepedett le. Fia, Anyika 1515-ben sófőző telepeket létesített, és a későbbi Sztroganov-birodalomnak az itt kiépült város, Szol-Vicsegodszkaja (ma: Szolvicsegodszk) lett a központja (szol jelentése: „só”).

### Anyikij és utódai
Anyikij (Anyika, Anyikej, Ioannyikij) Fjodorovics (1497–1570) a sótermelést egyre távolabbi vidékekre, kereskedői tevékenységét pedig messze az Urálon túlra terjesztette ki, olcsón jutott hozzá a legértékesebb prémekhez is. 1558-ban Rettegett Iván hatalmas területek birtokjogát ajándékozta neki és fiainak a Káma és a Csuszovaja folyók mentén, az Urál vidékén. A cár megbízásából Anyika felügyelte az őslakosok kereskedői tevékenységét és behajtotta a természetbeni adót is. Sófőző telepeinek jövedelméből, alkalmazottainak kíméletlen dolgoztatása és a helyi lakosok becsapása árán gyorsan meggazdagodott. Ő alapozta meg a később óriásira duzzadt családi vagyont, melynek révén a Sztroganovok Oroszország vezető családjai közé emelkedtek. Öregkorában elfordult a világi élettől és Ioszaf néven szerzetes lett.
Három fia folytatta a megkezdett vállalkozást, a hatalmas, de gyéren lakott területeken több új települést, erődítményt létesítettek, cári engedéllyel magánhadsereget tartottak. A két idősebb fiú, Grigorij és Jakov korábban meghalt. 1579-ben a harmadik fiú, Szemjon, valamint két unokaöccse: Nyikita Grigorjevics (1559–1616) és Makszim Jakovlevics (1557–1624) felosztották egymás között a vagyont és a birtokolt földeket. Szemjoné maradt az eredeti birtokrész, Szol-Vicsegodszkaja és vidéke; Nyikita és Makszim kapta a Káma menti, a permi és az Urálon túli területeket. Korabeli okirat tanúsága szerint ekkor összesen mintegy 8 millió gyeszjatyina (kb. 8,74 millió ha) földterülettel rendelkeztek, ezek jelentős része az őslakosok által lakott vidék volt.

### A Sztroganovok és a szibériai hódítás
Szemjon és két unokaöccse nevéhez kapcsolódik a szibériai fegyveres hódítás kezdete is. A történetet Nyikolaj Mihajlovics Karamzin szentimentalista író, történetíró Az orosz állam története című művében úgy meséli el a történetet, hogy birtokaik és erődjeik megvédésére a Sztroganovok meghívták Jermak atamánt és kozákjait, elláták őket a szükséges felszereléssel és 1581-ben útnak indították őket „Szibéria földjének megtisztítására és az istentelen Kucsjum szultán kiűzésére”. Karamzin az orosz közgondolkodásra nagy hatást tett művében Jermakot az „orosz Pizarró”-nak nevezte, a Sztroganovokat pedig nemcsak saját birtokaik, hanem Oroszhon és „a kereszténység keleti határának védelmezői”-ként tüntette fel.
A hadjárat megindításáról és a Sztroganovok szerepéről több különböző változat ismeretes, de egyik sem teljesen bizonyított. Egy verzió szerint a közeledő kozákoktól a birtokaikat féltették, és ezért ajánlották Jermaknak inkább a szibériai kánság elleni hadjáratot, amivel azok a cár jóindulatát is elnyerhetik. Van olyan vélemény is, hogy nem Sztroganovék küldték Jermakot Szibériába, és hogy az Urálon túli hódítás a kormánycsapatok eredménye volt. A sikeres hadjárat után IV. Iván cár újabb hatalmas földterületeket adományozott a Sztroganovoknak és több kedvezménnyel ruházta fel őket.
1586-ban Szemjont megölték. A Lacsinov bojárcsaládból választott felesége, Szolikamszk város vajdájának testvére, Jevdokija Nyesztyerova (1561–1639) vette át férje szerepét a családban. Házasságukból eredt a Sztroganovok egyetlen, sok nemzedéken át fennmaradt ága.

### A későbbi századok

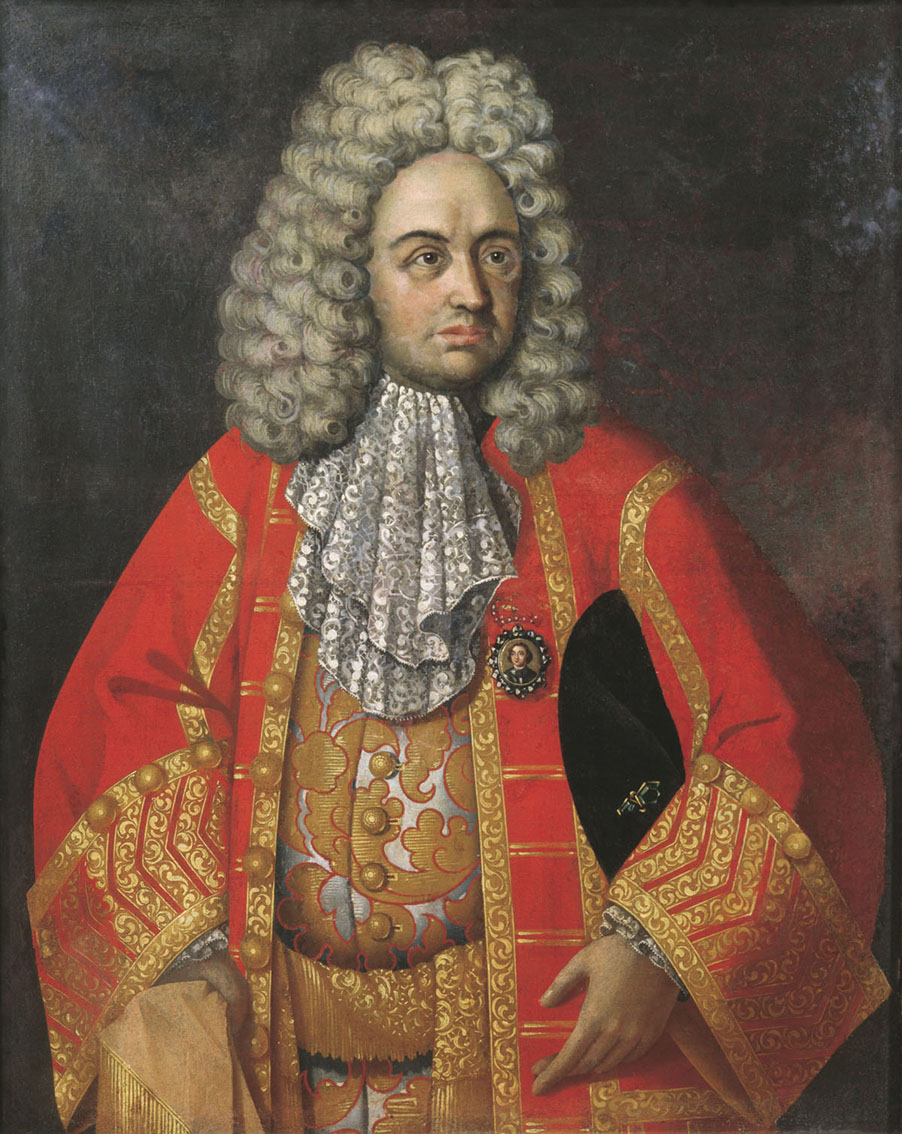
Grigorij Dmitrijevics Sztroganov

A 17. század elején, az ún. „zűrzavaros idők” alatt az unokafivérek jelentős összegekkel támogatták a trónt és Vaszilij Sujszkij cárt, aki 1610-ben kivételes címmel ruházta fel őket: imenyitije ljugyi, vagyis olyan személyek lettek, akiknek megszólításakor az apai nevet is használni kell.
A 17. század közepére Szemjon dédunokája, Grigorij Dmitrijevics (1656–1715) lett a Sztroganovok összes vagyonának és birtokának egyetlen örököse. Alekszej Mihajlovics cár 1673-ban kibocsátott oklevele megerősítette őt jogaiban és elismerte a Sztroganovok érdemeit Szibéria meghódításában. Elődeihez hasonlóan ő is sokat áldozott a kincstár és főként I. Péter cár megsegítésére, a nagy északi háború idején pedig saját költségén fregattot szerelt fel.
Fiait I. Péter bárói rangra emelte. Leszármazottaik közül többen elnyerték a grófi címet, a legelőkelőbb családokba házasodtak be, művészetpártolók lettek, állami szolgálatba lépve magas beosztásokba kerültek.
Időközben a sókitermelés válságba jutott. Egy 1742-ben kiadott rendelet csak olyan személyek alkalmazását engedélyezte, akiknek volt nyomtatott személyi útlevelük, de a központtól távol eső vidékek lakói ilyet nem-igen tudtak beszerezni. Miután a Sztroganovok nem tudták elérni, hogy velük kivételt tegyenek, kérvényt nyújtottak be Erzsébet cárnőhöz, hogy sótelepeiket – megfelelő kárpótlással –  kincstári tulajdonba vegyék. Az ügy évekig elhúzódott, közben a déli Elton sóstón (a mai Volgográdi területen) nagy erőkkel megkezdték a sókitermelést. Sztroganovék nem tudták felvenni a versenyt az olcsó déli sóval, és telepeik jelentős részét be kellett zárni.

### Grigorij Dmitrijevics fiai és néhány utóduk
Grigorij Dmitrijevics Sztroganovnak három fia volt: Alekszandr, Nyikolaj és Szergej.

#### Alekszandr Grigorjevics Sztroganov
Alekszandr, a legidősebb fiú háromszor nősült, házassága révén a legelőkelőbb orosz családokkal került rokonságba. Először Seremetyev herceg lányát vette feleségül, esküvőjükön I. Péter és a cári család több tagja is részt vett. Lányai férjhez adásával két további főúri család, a Golicinek és a Sahovszkojok rokona lett.

#### Nyikolaj Grigorjevics Sztroganov
Nyikolajnak (1700–1758) három fia és három lánya volt. Egyik lánya, Marija egy Szkavronszkij grófhoz ment feleségül, és így a Sztroganovok a cári családdal is rokoni kapcsolatba kerültek. (Egy másik Sztroganov, Alekszandr Grigorjevics szintén a cári családba házasodott, Marija Nyikolajevna nagyhercegnőt vette el.)
- Nyikolaj Grigorjevics egyik leszármazottja, Grigorij Alekszandrovics (1770–1859 vagy 1857?) több országban teljesített külügyi szolgálatot, Törökországban követ volt. 1826-ban a trónra lépő I. Miklós cártól grófi címet kapott.

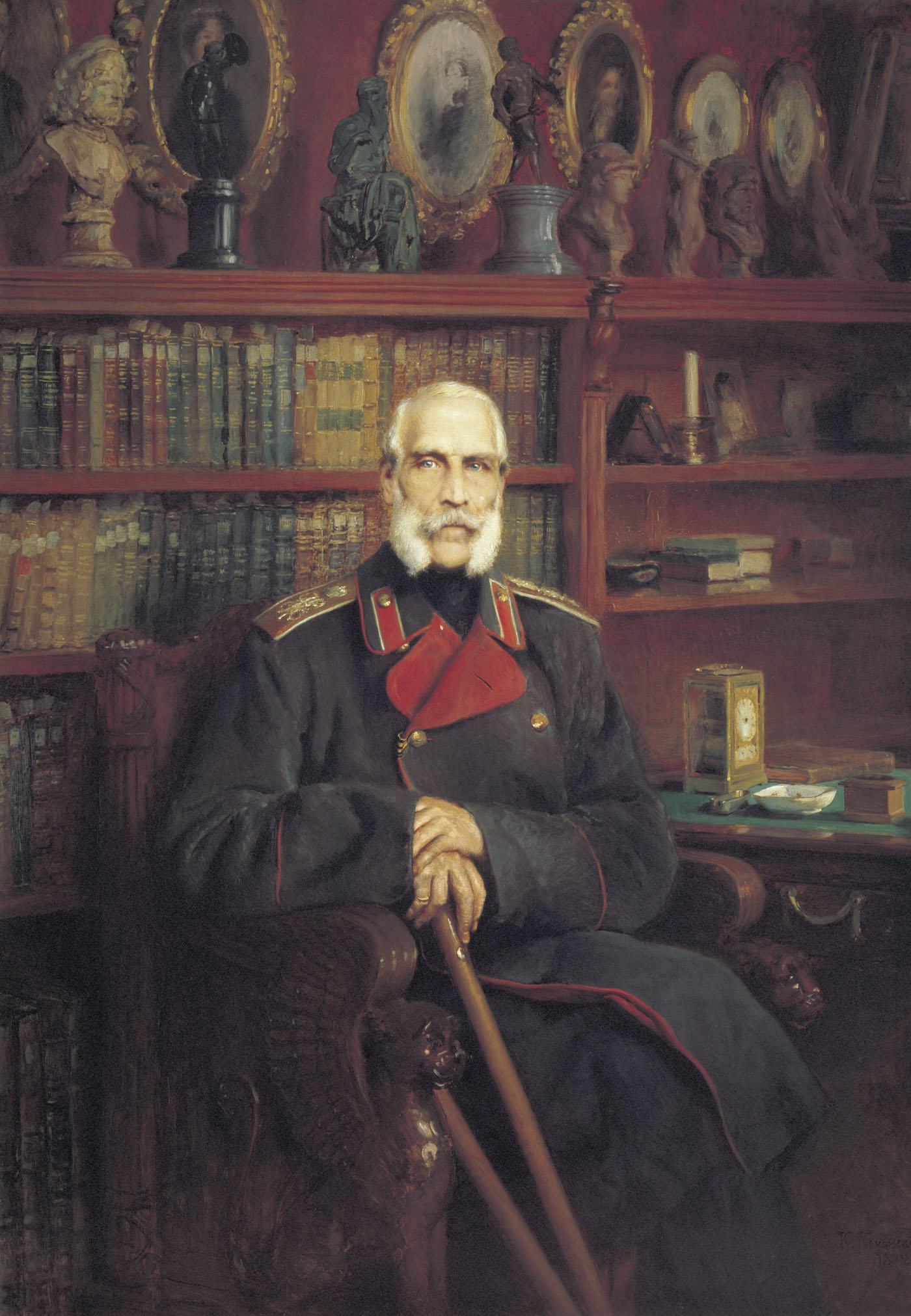
Szergej Grigorjevics Sztroganov (1882)

- - Fia, Alekszandr Grigorijevics (1795–1891) közlekedési utak mérnöki diplomát szerzett, iskolát végzett. A franciák elleni háború idején katonai pályára lépett, többek között a lipcsei csatában és Párizs bevételében is részt vett. 1839–1841 között belügyminiszter, majd hosszú időn át novorosszijai és besszarábiai főkormányzó volt. Az odesszai történettudományi társaság elnökeként jelentős támogatást nyújtott a helyi múzeumnak, óriási könyvtárát a tomszki egyetemre hagyta.
  - Szergej Grigorjevics (1794–1882) a katonai pályát választotta élethivatásul, harcolt Borogyinónál és későbbi háborúkban is, de nem különösebben érdekelte a katonatiszti karrier. Az uralkodó fiai: Nyikolaj, Alekszandr, Vlagyimir és Alekszej Alekszandrovics nagyhercegek nevelésél bízták meg. Több mint tíz éven volt a moszkvai tankerület felügyelője volt, később részt vett a tanügyi reform kidolgozásában. A moszkvai egyetem régi orosz történeti társaságának elnöki tisztét 30 éven át töltötte be, főként a régészet vonzotta. Kezdeményezésére szervezték meg az Oroszország déli részén és a Fekete-tenger partján eredményes ásatásokat folytatott régészeti expedíciót.
    - Fia, Alekszandr Szergejevics szintén történelemmel és régészettel foglalkozott, a szentpétervári régészeti társaság tagja és neves numizmatikus volt.

#### Szergej Grigorjevics Sztroganov

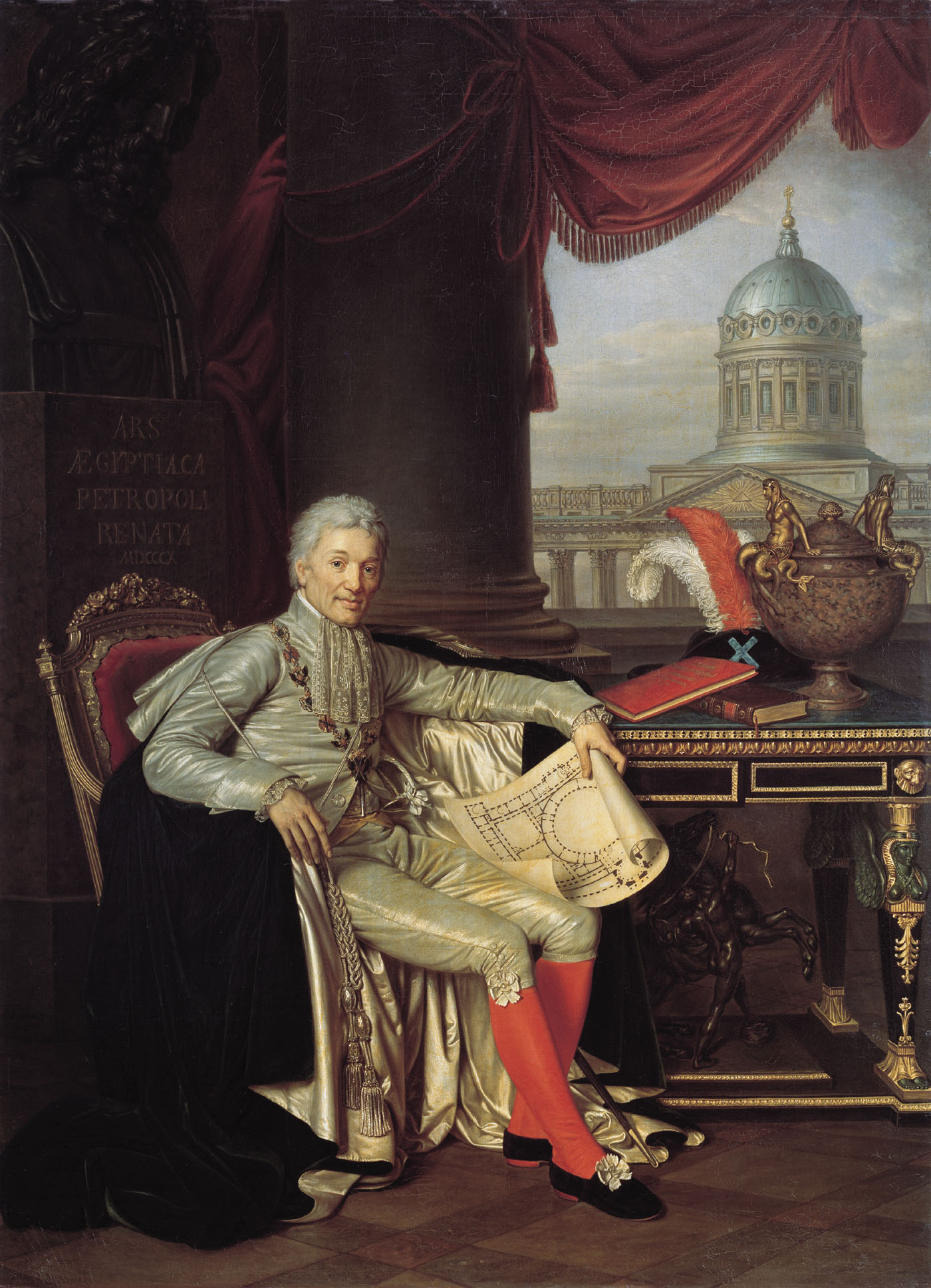
Alekszandr Szergejevics Sztroganov

A legfiatalabb fiú, Szergej (1707–1756) lelkes művészetpártoló és műgyűjtő volt. Bartolomeo Rastrelli, az orosz főváros híres építésze tervezte szentpétervári palotáját, melyben gazdag képtárat rendezett be.
- Fia, Alekszandr Szergejevics (1733–1811) két évig a genfi egyetemen tanult, több nyugati nyelven beszélt, 1761-ben Mária Terézia támogatásával, Lotaringiai Ferenc császártól német-római birodalmi grófi címet kapott, majd 1798-ban hazájában is grófi méltóságra emelkedett. Az Államtanács tagja, 1800-tól a szentpétervári Művészeti Akadémia elnöke volt. Első házassága M. I. Voroncov gróf, kancellár lányával sikertelen volt.  Politikai jellegű nézeteltérések miatt felesége elhagyta. Második felesége, Jekatyerina Trubeckaja hercegnő Párizsban szülte meg fiukat, Pavelt, ám hamarosan egy szépfiú kedvéért elhagyta a családot. Alekszandr Szergejevics fia nevelésében és a művészetpártolásban keresett vigaszt, többek között a festő Levickijnek, G. R. Gyerzsavin költőnek és az állatmeséiről híres I. A. Krilovnak nyújtott anyagi támogatást. Életének utolsó évtizedét a szentpétervári Kazanyi-székesegyház építésének szentelte, amire saját vagyonából is sokat áldozott. Hatalmas vagyona ellenére – csupán a Perm-vidéki földbirtokain 18 000 jobbágya volt – fiára jelentős adósságokat hagyott.
  - Fia, Pavel Alekszandrovics (1774–1817) Párizsban született. I. Sándor cár egyik tanácsadója, az Államtanács tagja volt. Szenátor létére a svédekkel vívott háború miatt önkéntesként jelentkezett a hadseregbe, később többek között a borogyinói csatában is részt vett. Fia egy ütközetben vesztette életét és utóda nem volt; lánya, Natalja egy távoli rokonához, Szergej Grigorjevics Sztroganovhoz  ment feleségül, aki így a grófi cím birtokosa lett.

## Külső hivatkozások
- A Sztroganovok családfája (angolul)